# Galatasaray Istanbul/Saison 1918/19
Die Saison 1918/19 von Galatasaray Istanbul war die 13. Saison in der Vereinsgeschichte und die 4. Saison in der İstanbul Cuma Ligi. Die İstanbul Cuma Ligi wurde aufgrund des Waffenstillstands von Moudros nicht zu Ende gespielt. 

## Personalien

### Kader
| Nat.                   | Name              |
| Torhüter               | Torhüter          |
| ---------------------- | ----------------- |
| Deutsches Reich        | Karl Tzöllner     |
| Abwehr                 |                   |
| Deutsches Reich        | Georg             |
| Deutsches Reich        | Helmut Glowacz    |
| Deutsches Reich        | Reinhard Mayer    |
| Osmanisches Reich 1844 | İsmet Uluğ        |
| Mittelfeld             |                   |
| Osmanisches Reich 1844 | Mehmet Sadi       |
| Osmanisches Reich 1844 | Saim              |
| Angriff                |                   |
| Osmanisches Reich 1844 | Necip Şahin Erson |
| Osmanisches Reich 1844 | Kemal Kanguro     |
| Osmanisches Reich 1844 | Sadi Karsan       |
| Osmanisches Reich 1844 | Yusuf Ziya Öniş   |
| Osmanisches Reich 1844 | Hikmet Topuz      |

## Saison
Alle Ergebnisse aus Sicht von Galatasaray Istanbul.
Die Tabelle listet alle İstanbul-Futbol-Ligi des Vereins der Saison 1918/19 auf. Siege sind grün, Unentschieden gelb und Niederlagen rot markiert.

### İstanbul Futbol Ligi
| ST | Datum             | Gegner                     | Ergebnis |
| -- | ----------------- | -------------------------- | -------- |
| 01 | 13. Dezember 1918 | Anadolu                    | 1:3      |
| 02 | 24. Januar 1918   | Süleymaniye                | 1:7      |
| 03 | 7. Februar 1919   | Anadolu Hisarı İdman Yurdu | 7:0      |
| 04 | 7. März 1919      | Altınordu İdman Yurdu      | 1:4      |

### Freundschaftsspiele
Diese Tabelle führt die ausgetragenen Freundschaftsspiele auf.
| Datum              | Gegner              | Ort                           | Ergebnis  | Tor(e) für Galatasaray Istanbul |
| ------------------ | ------------------- | ----------------------------- | --------- | ------------------------------- |
| 18. September 1918 | Fenerbahçe Istanbul | İttihat Spor Sahası, Istanbul | 0:4 (0:2) | keine                           |